# Михаил Шишков
Михаил Николов Шишков е български офицер, полковник, служил в Ученическия легион през Сръбско-българската война (1885), командир на 9-и артилерийски полк през Балканската (1912 – 1913) и Междусъюзническата война (1913), командир на 9-а  артилерийска бригада (1915 – 1916) през Първата световна война (1915 – 1918).

## Биография
Михаил Шишков е роден на 15 април 1865 г. в град Търново. На 13 септември 1885 постъпва на служба в Ученическия легион в чийто редове взема участие в Сръбско-българската война (1885). През 1886 г. постъпва във Военното на Негово Княжеско Височество училище, достига до звание старши портупей-юнкер, дипломира се под № 3 от 163 офицери, на 27 април 1887 г. е произведен в чин подпоручик и зачислен в 3-ти артилерийски полк. На 18 май 1890 г. е произведен в чин поручик, а на 2 август 1894 в чин капитан. През 1900 г. служи като командир на лабораторната рота в Софийския арсенал. През 1903 г. е произведен в чин майор. През 1909 г. е назначен на служба като началник на отделение от 1-ви артилерийски полк, на 31 декември 1906 г. е произведен в чин подполковник. По-късно поема командването на 9-и артилерийски полк.
Подполковник Шишков взема участие в Балканската (1912 – 1913) и Междусъюзническата война (1913) като командир на поверения му преди войната 9-и артилерийски полк, като на 18 май 1913 г. е произведен в чин полковник. През януари 1915 г. е назначен за командир на 1-ви планински артилерийски полк.
По време на Първата световна война (1915 – 1918) полковник Шишков е командир на 9-а артилерийска бригада (1915 – 1916) от състава на 1-ва армия, след което служи в Главната реквизиционна комисия. През 1917 г. съгласно заповед № 679 по действащата армия, като командир на 9-а артилерийска бригада, „за бойни отличия през войната“ е награден с Народен орден „За военна заслуга“, III степен с военно отличие. Уволнен е от служба през 1918 г.
Полковник Михаил Шишков умира на 14 април 1928 г.

## Военни звания
- Подпоручик (27 април 1887)
- Поручик (18 май 1890)
- Капитан (2 август 1894)
- Майор (1903)
- Подполковник (21 декември 1906)
- Полковник (18 май 1913)

## Образование
- Военно на Негово Княжеско Височество училище (1886 – 1887)

## Награди
- Военен орден „За храброст“, IV степен, 2 клас
- Орден „Св. Александър“ V степен без мечове
- Народен орден „За военна заслуга“ V степен на обикновена лента
- Народен орден „За военна заслуга“, III степен на военна лента (1917)
- Орден „За заслуга“ на обикновена лента